# José Soto
José Alberto Soto Gómez, plus couramment appelé José Soto, né le 11 janvier 1970 à Lima au Pérou, est un footballeur international péruvien, aujourd'hui reconverti en entraîneur. Ses frères Jorge et Giancarlo sont également footballeurs.

## Biographie

### Carrière de joueur

#### En équipe nationale
José Soto joue son premier match en équipe du Pérou le 25 novembre 1992 lors d'un match amical contre l'Équateur (1-1) et son dernier le 9 septembre 2003 contre le Chili (défaite 2-1). Il marque son premier but en sélection, le 25 mai 1994 lors d'un match contre le Chili (défaite 2-1).
Il dispute quatre Copa América : en 1993, 1995, 1999 et 2001. Il participe également à une Gold Cup en 2000, où son équipe atteint le stade des demi-finales. Il joue enfin 25 matchs comptant pour les tours préliminaires de la coupe du monde, lors des éditions 1994, 1998, 2002 et 2006.
Au total, il compte 75 sélections et trois buts en équipe du Pérou entre 1992 et 2003.

## Palmarès(joueur)
| Sporting Cristal - Championnat du Pérou (2) : - Champion : 1995 et 1996. |  | Alianza Lima - Championnat du Pérou (4) : - Champion : 2001, 2003, 2004 et 2006. |